# O. Dž. Simpson
Orental Džejms Simpson (engl. Orenthal James Simpson; San Francisko, 9. jul 1947 — Las Vegas, 10. april 2024) bio je američki igrač američkog fudbala, komentator, glumac, reklamni zastupnik, i osuđeni kriminalac. Nekada popularna ličnost u američkoj javnosti, postao je najpoznatiji po krivičnom postupku i oslobađajućoj presudi za ubistva svoje bivše supruge Nikol Braun Simpson i njenog prijatelja Rona Goldmana, iako je Simpson kasnije proglašen odgovornim u građanskom suđenju za njihovu smrt.
Simpson je pohađao Univerzitet Južne Kalifornije (USC), gde je igrao fudbal za USC trojane i osvojio Hajsmanov trofej 1968. godine. On je profesionalno igrao kao raninbek u NFL tokom 11 sezona, pre svega sa Bufalo bilsima od 1969. do 1977. godine. On je igrao i za San Francisko fortinajnerse od 1978. do 1979. Godine 1973, postao je prvi NFL igrač koji je u sezoni pretrčao više od 2.000 jardi. On drži rekord za jard-po-igri prosek u pojedinačnoj sezoni, koji iznosi 143,1. On je bio jedini igrač koji je ikada pretrčao više od 2.000 jardi u 14 utakmica regularne sezone NFL formata.
Simpson je primljen u Dvoranu slavnih koledž fudbala 1983. godine i u Dvoranu slavnih profesionalnog fudbala 1985. godine. Nakon što se povukao iz fudbala, započeo je novu karijeru kao glumac i fudbalski komentator.
Simpson je 1994. uhapšen i optužen za ubistva svoje bivše supruge Nikol Braun Simpson i njenog prijatelja Rona Goldmana. Porota ga je oslobodila nakon dugog i međunarodno publikovanog suđenja. Porodice žrtava su nakon toga podnele građansku tužbu protiv njega, i 1997. godine građanski sud je presudio protiv njega određujući kaznu od 33,5 miliona dolara zbog nezakonite smrti žrtava. Godine 2000, on se preselio na Floridu kako bi izbegao dalje plaćanja po presudi o odgovornosti, nastanivši se u Majamiju.
Simpson je uhapšen 2007. godine u Las Vegasu, Nevada, i optužen za krivična dela oružane pljačke i otmice. Godine 2008. je bio optužen i osuđen na 33 godine zatvora, sa najmanje devet godina bez uslovne slobode. Kaznu je izdržao u Kazneno-popravnom centru Lovelok u blizini Loveloka, Nevada. Simpsonu je odobrena uslovna sloboda 20. jula 2017. On je stekao pravo na puštanje iz zatvora 1. oktobra 2017, a bio je oslobođen tog dana.

## Rani život
Rođen i odrastao u San Francisku, Kalifornija, Simpson je sin Junis (devojački Durden), bolničke administratorke, i Džimi Li Simpsona, kuvara i čuvara u banci. Njegov otac bio je poznata drag kvin u oblasti San Francisko. Kasnije u životu, Džimi Simpson je objavio da je bio gej. On je umro od AIDS-a 1986. godine.
Simpsonovi baba i deda po majci su bili iz Luizijane, a tetka mu je dala ime Orental, za šta je rekla da je ime francuskog glumca koje joj se dopadalo. Simpson ima jednog brata, Melvina Leona „Trumana” Simpsona, jednu živu sestru, Širli Simpson-Bejker i jednu pokojnu sestru, Karmelitu Simpson-Durio. Kao dete, Simpson je bolovao od rahitisa i nosio proteze na nogama do pete godine života, što mu je davalo krivonogi izgled. Njegovi roditelji su se razdvojili 1952, a Simpsona je odgajila njegova majka.
Simpson je odrastao u San Francisku i živeo sa svojom porodicom u stambenom naselju kvarta Potrero Hil. U svojim ranim tinejdžerskim godinama, pridružio se uličnoj bandi zvanoj Persijski ratnici i nakratko je bio pritvoren u Centru za usmeravanje mladih San Franciska. Njegova buduća supruga Markuerit, njegova ljuvav iz detinjstva, opisala je Simpsona kao „zaista groznu osobu u to vreme”; nakon njegovog trećeg hapšenja, došlo je do sastanka sa Vilijem Mejsom tokom kojeg je ova zvezda bejzbola ohrabrivala Simpsona da izbegne nevolje, što mu je pomoglo u reformisanju. U srednjoj školi Galileo (trenutno Galileo akademiji nauke i tehnologije) u San Francisku, Simpson je igrao za školski fudbalski tim, Galileo lavove.

## Statistike NFL karijere
| Legenda    | Legenda                             |
| ---------- | ----------------------------------- |
|            | Predvodio ligu                      |
|            | NFL record                          |
|            | AP NFL MVP & Napadački igrač godine |
| Zadebljano | Vrhunac karijere                    |

| Sezona   | Sezona   | Sezona | Sezona | Bacanje | Bacanje | Bacanje | Bacanje | Bacanje | Bacanje | Bacanje | Prihvatanje | Prihvatanje | Prihvatanje | Prihvatanje | Prihvatanje | Prihvatanje | Prihvatanje |
| Godina   | Tim      | GP     | GS     | Att     | Yds     | TD      | Lng     | Y/A     | Y/G     | A/G     | Rec         | Yds         | TD          | Lng         | Y/R         | R/G         | Y/G         |
| -------- | -------- | ------ | ------ | ------- | ------- | ------- | ------- | ------- | ------- | ------- | ----------- | ----------- | ----------- | ----------- | ----------- | ----------- | ----------- |
| 1969     | BUF      | 13     | 0      | 181     | 697     | 2       | 32      | 3.9     | 53.6    | 13.9    | 30          | 343         | 3           | 55          | 11.4        | 2.3         | 26.4        |
| 1970     | BUF      | 8      | 8      | 120     | 488     | 5       | 56      | 4.1     | 61.0    | 15.0    | 10          | 139         | 0           | 36          | 13.9        | 1.3         | 17.4        |
| 1971     | BUF      | 14     | 14     | 183     | 742     | 5       | 46      | 4.1     | 53.0    | 13.1    | 21          | 162         | 0           | 38          | 7.7         | 1.5         | 11.6        |
| 1972     | BUF      | 14     | 14     | 292     | 1,251   | 6       | 94      | 4.3     | 89.4    | 20.9    | 27          | 198         | 0           | 25          | 7.3         | 1.9         | 14.1        |
| 1973     | BUF      | 14     | 14     | 332     | 2,003   | 12      | 80      | 6.0     | 143.1   | 23.7    | 6           | 70          | 0           | 24          | 11.7        | 0.4         | 5.0         |
| 1974     | BUF      | 14     | 14     | 270     | 1,125   | 3       | 41      | 4.2     | 80.4    | 19.3    | 15          | 189         | 1           | 29          | 12.6        | 1.1         | 13.5        |
| 1975     | BUF      | 14     | 14     | 329     | 1,817   | 16      | 88      | 5.5     | 129.8   | 23.5    | 28          | 426         | 7           | 64          | 15.2        | 2.0         | 30.4        |
| 1976     | BUF      | 14     | 13     | 290     | 1,503   | 8       | 75      | 5.2     | 107.4   | 20.7    | 22          | 259         | 1           | 43          | 11.8        | 1.6         | 18.5        |
| 1977     | BUF      | 7      | 7      | 126     | 557     | 0       | 39      | 4.4     | 79.6    | 18.0    | 16          | 138         | 0           | 18          | 8.6         | 2.3         | 19.7        |
| 1978     | SF       | 10     | 10     | 161     | 593     | 1       | 34      | 3.7     | 59.3    | 16.1    | 21          | 172         | 2           | 19          | 8.2         | 2.1         | 17.2        |
| 1979     | SF       | 13     | 8      | 120     | 460     | 3       | 22      | 3.8     | 35.4    | 9.2     | 7           | 46          | 0           | 14          | 6.6         | 0.5         | 3.5         |
| Karijera | Karijera | 135    | 116    | 2,404   | 11,236  | 61      | 94      | 4.7     | 83.2    | 17.8    | 203         | 2,142       | 14          | 64          | 10.6        | 1.5         | 15.9        |
| 9 godina | BUF      | 112    | 98     | 2,123   | 10,183  | 57      | 94      | 4.8     | 90.9    | 19.0    | 175         | 1,924       | 12          | 64          | 11.0        | 1.6         | 17.2        |
| 2 godina | SF       | 23     | 18     | 281     | 1,053   | 4       | 34      | 3.7     | 45.8    | 12.2    | 28          | 218         | 2           | 19          | 7.8         | 1.2         | 9.5         |

## Literatura
- Blevins, David (2011). The Sports Hall of Fame Encyclopedia: Baseball, Basketball, Football, Hockey, Soccer. Rowman & Littlefield. ISBN 0810861305. Приступљено 15. 5. 2013.
- Gibbs, Jewelle Taylor (4. 9. 1996). Race and justice: Rodney King and O.J. Simpson in a house divided. Jossey-Bass. ISBN 978-0-7879-0264-3. Приступљено 18. 1. 2017.
- Lange, Tom; Moldea, Dan E.; Vannatter, Philip (1997). Evidence Dismissed: The Inside Story of the Police Investigation of O. J. Simpson. Pocket Books. ISBN 0-671-00959-1.
- Gilbert, Geis; Bienen, Leigh B. (1988). Crimes of the century: from Leopold and Loeb to O.J. Simpson. Northeastern University Press. ISBN 978-1-55553-360-1. Приступљено 4. 3. 2014.
- Dershowitz, Alan M. (maj 2004). America on trial: inside the legal battles that transformed our nation. Warner Books. ISBN 0-446-52058-6.

## Spoljašnje veze
- O. Dž. Simpson на веб-сајту  (језик: енглески)
- O. J. Simpson на сајту  (језик: енглески)
- O. Dž. Simpson на веб-сајту